# Gerberga II av Gandersheim
Gerberga II av Gandersheim, född 940, död 1001, var en tysk abbedissa. Hon var regerande furstlig abbedissa av stiftet Gandersheim mellan 956 och 1001. var ett kejserligt kloster med Landeshoheit, något som gjorde dess föreståndare till en monark och gav klostret status som en stat.
Hennes regeringstid beskrivs som en blomstringstid för Gandersheim, som blev ett kulturellt centrum. Hon var mecenat för Hroswitha.